# 피터빌트 379
피터빌트 379(영어: Peterbilt 379)는 미국의 피터빌트 사가 생산했던 대형 트럭이다. 1987년에 최초 출시 이후 2007년에 피터빌트 389 모델이 출시와 동시에 단종된 트럭으로 트랜스포머의 옵티머스 프라임의 모델로 출시된 적이 있다.

## 같이 보기
- 피터빌트